# Łany Wielkie (powiat gliwicki)
Łany Wielkie (dodatkowa nazwa w j. niem. Lona-Lany) – wieś sołecka w Polsce, położona w województwie śląskim, w powiecie gliwickim, w gminie Sośnicowice.
W latach 1975–1998 miejscowość należała administracyjnie do województwa katowickiego.
We wsi znajduje się kapliczka przydrożna z 1780 r., usytuowana na wzniesieniu, murowana, na rzucie zbliżonym do kwadratu, podziały ścian ramowe, dach dwuspadowy, z nowymi murowanymi. Obiekt wpisano do rejestru zabytków 15 lipca 1969 (nr rej. A/779/2021).
Od 29 listopada 2011 przy miejscowej gorzelni funkcjonuje biogazownia. Inwestycję oparto na pełnej współpracy z grupą producentów rolnych. Inwestorem jest spółka Bio-But. Zbiorniki do fermentacji substratu przygotowała firma Wolf System. Do produkcji biogazu wykorzystuje się obornik i gnojowicę oraz wywar gorzelniany. Moc biogazowni (0,5 MW) pozwala na wyprodukowanie 526 kW energii elektrycznej i wystarcza, by w pełni zaopatrzyć gorzelnię w parę technologiczną. Inwestycję zrealizowano z pomocą Agencji Restrukturyzacji i Modernizacji Rolnictwa ze środków Programu Rozwoju Obszarów Wiejskich 2007–2013 w ramach działania Zwiększenie wartości dodanej podstawowej produkcji rolnej i leśnej. 

## Integralne części wsi
| SIMC    | Nazwa  | Rodzaj    |
| ------- | ------ | --------- |
| 0221876 | Wesoła | część wsi |

## Edukacja
Przedszkola:
- Przedszkole w Łanach Wielkich